# Raúl Cárdenas
Raúl Cárdenas de la Vega (* 30. Oktober 1928 in Mexiko-Stadt; † 25. März 2016 in Cuernavaca, Morelos) war ein mexikanischer Fußballspieler und -trainer. Der auch unter den Spitznamen El Rojo und Guero bekannte Cárdenas nahm an insgesamt vier Fußball-Weltmeisterschaften teil: dreimal als Spieler in den Jahren 1954, 1958 und 1962 sowie 1970 als Trainer. Zudem ist Cárdenas mit sechs gewonnenen Meistertiteln der zweiterfolgreichste Vereinstrainer in der mexikanischen Primera División.

## Spielerkarriere

### Verein
Der aus dem Nachwuchs des Club Oviedo hervorgegangene Cárdenas begann seine Profikarriere 1947 in Diensten des Real Club España. Anschließend spielte er für Guadalajara (1950/51) und Marte, bevor er zum Puebla FC wechselte, mit dem er in der Saison 1952/53 den mexikanischen Pokalwettbewerb gewann. Unmittelbar nach der WM 1954 wechselte Cárdenas zu seiner längsten Station CD Zacatepec, bei dem er bis zum Ende seiner aktiven Laufbahn 1965 unter Vertrag stand.

### Nationalmannschaft
Sein Debüt für eine mexikanische Auswahlmannschaft gab Raúl Guero Cárdenas am 2. August 1948 bei den Olympischen Sommerspielen von 1948 in einem Spiel gegen Nordkorea, in dem er sogleich ein Tor erzielte, aber die 3:5-Niederlage seiner Mannschaft auch nicht verhindern konnte.
Sein letztes Länderspiel bestritt er am 7. Juni 1962 bei der Fußball-Weltmeisterschaft 1962 in Chile gegen die Tschechoslowakei. Obwohl Mexiko auch bei dieser WM erneut nach der Vorrunde ausschied, war sein Abschiedsspiel zugleich ein historisches Spiel für das ganze Land; denn ausgerechnet gegen den späteren Vizeweltmeister gelang mit einem 3:1 der erste WM-Sieg der Mexikaner überhaupt.
Insgesamt bestritt der in der Verteidigung und im Mittelfeld gleichermaßen einsetzbare Cárdenas 37 Länderspiele, in denen er drei Tore erzielte. Die beiden anderen Tore gelangen beim 2:1-Sieg gegen England am 24. Mai 1959 sowie beim 4:1 gegen Costa Rica am 12. April 1961.
Bei den drei zwischen 1954 und 1962 ausgetragenen Fußball-Weltmeisterschaften absolvierte er sieben von acht Spielen der Mexikaner in voller Länge und fehlte lediglich beim Auftaktspiel der Mexikaner gegen Gastgeber Schweden (0:3) am 8. Juni 1958.

## Trainerkarriere

### Verein
Mit sechs Meistertiteln ist el Rojo Cárdenas der nach Ignacio Trelles (siebenmal Meister) erfolgreichste Vereinstrainer der Primera División. Außerdem ist er der einzige Trainer neben Javier de la Torre (mit Guadalajara), der mit einer Mannschaft fünf Meistertitel gewinnen konnte. Neben den fünf Meistertiteln, die er zwischen 1969 und 1974 mit Cruz Azul gewann, war er 1976 noch mit dem Club América erfolgreich. Hinsichtlich des Zeitraums von nur acht Jahren, in denen er mit den von ihm trainierten Mannschaften sechs Meisterschaften gewann, hat er einen weiteren Rekord aufgestellt. Außerdem ist er bis heute der einzige Trainer der Primera División, der (zwischen 1972 und 1974) dreimal in Folge Meister wurde.

### Nationalmannschaft
Sein Debüt als Nationaltrainer gab Cárdenas de la Vega bei einer äußerst erfolgreichen Südamerika-Tournee der Mexikaner, die am 16. Oktober 1968 mit einem 1:0-Sieg gegen Kolumbien begann und der weitere beeindruckende Siege gegen Uruguay (2:0) und Brasilien (2:1) folgten.
Höhepunkt seiner internationalen Trainerlaufbahn war zweifellos die 1970 im eigenen Land ausgetragene WM, bei der die von ihm trainierte Mannschaft erstmals überhaupt in der WM-Geschichte Mexikos die Vorrunde überstand. Außerdem blieb die Mannschaft von allen Turnierteilnehmern vom Start weg am längsten (294 Minuten) ohne Gegentor, ehe sie im Viertelfinale mit 1:4 gegen Italien scheiterte.
Seine erste Etappe als Nationaltrainer endete mit einem Freundschaftsspiel gegen Brasilien (1:2) am 30. September 1970. Zwischen 1979 und 1981 fungierte er noch einmal als Nationaltrainer, wenngleich weit weniger erfolgreich. So verpasste die von ihm trainierte Mannschaft die Qualifikation für die WM 1982, weil sie im letzten Qualifikationsspiel gegen Honduras am 22. November 1981 nicht über ein 0:0 hinauskam und El Salvador durch den gleichzeitigen 1:0-Erfolg gegen Haiti noch an Mexiko vorbeizog. Das torlose Spiel in Honduras war zugleich das 59. und letzte Länderspiel, in dem Cárdenas als Cheftrainer der Mexikaner fungierte. Seine Bilanz: 25 Siege, 20 Remis und 14 Niederlagen.

### Länderspielbilanz als Trainer
|         | \| Jahre \| Spiele \| S \| U \| N \| \| ------- \| ------ \| -- \| -- \| - \| \| 1968–70 \| 31 \| 14 \| 9 \| 8 \| \| 1979–81 \| 28 \| 11 \| 11 \| 6 \| |    |    |   |
| Jahre   | Spiele | S  | U  | N |
| 1968–70 | 31 | 14 | 9  | 8 |
| 1979–81 | 28 | 11 | 11 | 6 |

## Erfolge
- Mexikanischer Meister (6): 1969, 1970, 1972, 1973, 1974, 1976
- Mexikanischer Pokalsieger (1): 1969